# 水分村 (岩手県)
水分村（みずわけむら）は、昭和30年（1955年）まで岩手県紫波郡にあった村。現在の紫波町小屋敷・南伝法寺・上松本・下松本・升沢・宮手・吉水にあたる。

## 沿革
- 明治22年（1889年）4月1日 - 町村制施行にともない小屋敷村・南伝法寺村・上松本村・下松本村・升沢村・宮手村・吉水村の計7か村が合併して水分村が発足。村名は小屋敷村にある水分神社に由来する。
- 昭和30年（1955年）4月1日 - 日詰町・赤石村・赤沢村・佐比内村・志和村・長岡村・彦部村・古館村と合併し、紫波町となる。

## 行政

### 歴代村長
| 代 | 氏名         | 就任                       | 退任                       | 備考 |
| -- | ------------ | -------------------------- | -------------------------- | ---- |
| 1  | 細川久右衛門 | 明治22年（1889年）5月10日  | 明治24年（1891年）5月17日  |      |
| 2  | 細田文平     | 明治24年（1891年）5月18日  | 明治27年（1894年）6月29日  |      |
| 3  | 武田鶴蔵     | 明治27年（1894年）6月30日  | 明治27年（1894年）7月15日  |      |
| 4  | 西田栄助     | 明治27年（1894年）7月16日  | 明治27年（1894年）7月20日  |      |
| 5  | 藤村谷蔵     | 明治27年（1894年）7月21日  | 明治29年（1896年）6月3日   |      |
| 6  | 細田文平     | 明治29年（1896年）6月4日   | 明治32年（1899年）5月21日  | 再任 |
| 7  | 坂本万蔵     | 明治32年（1899年）5月22日  | 明治32年（1899年）6月21日  |      |
| 8  | 藤原庄三郎   | 明治32年（1899年）6月22日  | 明治36年（1903年）8月15日  |      |
| 9  | 坂本万蔵     | 明治36年（1903年）8月16日  | 明治36年（1903年）8月18日  |      |
| 10 | 谷地舘要蔵   | 明治36年（1903年）8月19日  | 明治37年（1904年）10月11日 |      |
| 11 | 武田鶴蔵     | 明治37年（1904年）10月12日 | 明治38年（1905年）8月31日  | 再任 |
| 12 | 佐藤美人治   | 明治38年（1905年）9月1日   | 明治40年（1907年）2月20日  |      |
| 13 | 佐藤利次郎   | 明治40年（1907年）2月21日  | 大正12年（1923年）3月23日  |      |
| 14 | 武田文良     | 大正12年（1923年）3月24日  | 昭和2年（1927年）3月24日   |      |
| 15 | 鷹木嘉右衛門 | 昭和2年（1927年）4月4日    | 昭和10年（1935年）4月3日   |      |
| 16 | 坂本鉄治     | 昭和10年（1935年）4月6日   | 昭和11年（1936年）7月20日  |      |
| 17 | 西田四郎     | 昭和11年（1936年）8月2日   | 昭和15年（1940年）6月30日  |      |
| 18 | 遠藤禄郎     | 昭和15年（1940年）7月16日  | 昭和19年（1944年）7月15日  |      |
| 19 | 生内小平     | 昭和19年（1944年）7月16日  | 昭和21年（1946年）11月13日 |      |
| 20 | 鷹木嘉右衛門 | 昭和22年（1947年）4月5日   | 昭和30年（1955年）3月31日  | 再任 |